# Coppa del Mondo di salto con gli sci 2021
La Coppa del Mondo di salto con gli sci 2021 è stata la quarantatreesima edizione della manifestazione organizzata dalla Federazione Internazionale Sci, la decima a prevedere un circuito di gare femminili. Durante la stagione si sono tenuti a Planica i Campionati mondiali di volo con gli sci 2020 e a Oberstdorf i Campionati mondiali di sci nordico 2021, non validi ai fini della Coppa del Mondo, il cui calendario ha contemplato dunque interruzioni a dicembre e tra febbraio e marzo.
La stagione maschile è iniziata il 21 novembre 2020 a Wisła, in Polonia, e si è conclusa il 28 marzo 2021 a Planica, in Slovenia. Sono state disputate 25 delle 28 gare individuali e 4 delle 6 gare a squadre in programma, in 15 differenti località: 1 su trampolino normale, 24 su trampolino lungo, 4 su trampolino per il volo. Il norvegese Halvor Egner Granerud ha vinto la Coppa del Mondo generale, il polacco Kamil Stoch il Torneo dei quattro trampolini e il tedesco Karl Geiger la Coppa del Mondo di volo; l'austriaco Stefan Kraft era il detentore uscente della Coppa generale, il polacco Dawid Kubacki del Torneo.
La stagione femminile è iniziata il 18 dicembre 2020 a Ramsau am Dachstein, in Austria, e si è conclusa il 28 marzo 2021 a Čajkovskij, in Russia. Sono state disputate 13 delle 24 gare individuali e 2 delle 3 gare a squadre in programma, in 7 differenti località: 12 su trampolino normale, 3 su trampolino lungo. La slovena Nika Križnar si è aggiudicata la Coppa del Mondo generale, di cui la norvegese Maren Lundby era detentrice; non sono state assegnate Coppe di specialità.
Per la seconda volta è stata inserita in calendario una gara a squadre mista, su trampolino normale.

## Uomini

### Risultati
| Data                          | Località               | Nazione   | Trampolino                 | Spec. | Primo                                                                             | Secondo                                                                 | Terzo                                                                             |
| ----------------------------- | ---------------------- | --------- | -------------------------- | ----- | --------------------------------------------------------------------------------- | ----------------------------------------------------------------------- | --------------------------------------------------------------------------------- |
| 21 novembre 2020              | Wisła                  | Polonia   | Malinka HS134              | TL LH | Austria Michael Hayböck Philipp Aschenwald Daniel Huber Stefan Kraft              | Germania Constantin Schmid Pius Paschke Karl Geiger Markus Eisenbichler | Polonia Piotr Żyła Klemens Murańka Dawid Kubacki Kamil Stoch                      |
| 22 novembre 2020              | Wisła                  | Polonia   | Malinka HS134              | LH    | Markus Eisenbichler                                                               | Karl Geiger                                                             | Daniel Huber                                                                      |
| 28 novembre 2020              | Kuusamo                | Finlandia | Rukatunturi HS142          | LH    | Markus Eisenbichler                                                               | Piotr Żyła                                                              | Dawid Kubacki                                                                     |
| 29 novembre 2020              | Kuusamo                | Finlandia | Rukatunturi HS142          | LH    | Halvor Egner Granerud                                                             | Markus Eisenbichler                                                     | Dawid Kubacki                                                                     |
| 5 dicembre 2020               | Nižnij Tagil           | Russia    | Aist HS134                 | LH    | Halvor Egner Granerud                                                             | Daniel Huber                                                            | Robert Johansson                                                                  |
| 6 dicembre 2020               | Nižnij Tagil           | Russia    | Aist HS134                 | LH    | Halvor Egner Granerud                                                             | Robert Johansson                                                        | Marius Lindvik                                                                    |
| 19 dicembre 2020              | Engelberg              | Svizzera  | Gross-Titlis-Schanze HS140 | LH    | Halvor Egner Granerud                                                             | Kamil Stoch                                                             | Anže Lanišek                                                                      |
| 20 dicembre 2020              | Engelberg              | Svizzera  | Gross-Titlis-Schanze HS140 | LH    | Halvor Egner Granerud                                                             | Markus Eisenbichler                                                     | Piotr Żyła                                                                        |
| Torneo dei quattro trampolini |                        |           |                            |       |                                                                                   |                                                                         |                                                                                   |
| 29 dicembre 2020              | Oberstdorf             | Germania  | Schattenberg HS137         | LH    | Karl Geiger                                                                       | Kamil Stoch                                                             | Marius Lindvik                                                                    |
| 1º gennaio 2021               | Garmisch-Partenkirchen | Germania  | Große Olympiaschanze HS142 | LH    | Dawid Kubacki                                                                     | Halvor Egner Granerud                                                   | Piotr Żyła                                                                        |
| 3 gennaio 2021                | Innsbruck              | Austria   | Bergisel HS128             | LH    | Kamil Stoch                                                                       | Anže Lanišek                                                            | Dawid Kubacki                                                                     |
| 6 gennaio 2021                | Bischofshofen          | Austria   | Paul Ausserleitner HS142   | LH    | Kamil Stoch                                                                       | Marius Lindvik                                                          | Karl Geiger                                                                       |
| 9 gennaio 2021                | Titisee-Neustadt       | Germania  | Hochfirst HS142            | LH    | Kamil Stoch                                                                       | Halvor Egner Granerud                                                   | Piotr Żyła                                                                        |
| 10 gennaio 2021               | Titisee-Neustadt       | Germania  | Hochfirst HS142            | LH    | Halvor Egner Granerud                                                             | Daniel-André Tande                                                      | Stefan Kraft                                                                      |
| 16 gennaio 2021               | Zakopane               | Polonia   | Wielka Krokiew HS140       | TL LH | Austria Michael Hayböck Jan Hörl Philipp Aschenwald Daniel Huber                  | Polonia Piotr Żyła Kamil Stoch Andrzej Stękała Dawid Kubacki            | Norvegia Daniel-André Tande Halvor Egner Granerud Marius Lindvik Robert Johansson |
| 17 gennaio 2021               | Zakopane               | Polonia   | Wielka Krokiew HS140       | LH    | Marius Lindvik                                                                    | Anže Lanišek                                                            | Robert Johansson                                                                  |
| 23 gennaio 2021               | Lahti                  | Finlandia | Salpausselkä HS130         | TL LH | Norvegia Marius Lindvik Daniel-André Tande Robert Johansson Halvor Egner Granerud | Polonia Piotr Żyła Andrzej Stękała Kamil Stoch Dawid Kubacki            | Germania Pius Paschke Martin Hamann Markus Eisenbichler Karl Geiger               |
| 24 gennaio 2021               | Lahti                  | Finlandia | Salpausselkä HS130         | LH    | Robert Johansson                                                                  | Markus Eisenbichler                                                     | Karl Geiger                                                                       |
| 30 gennaio 2021               | Willingen              | Germania  | Mühlenkopf HS147           | LH    | Halvor Egner Granerud                                                             | Daniel-André Tande                                                      | Kamil Stoch                                                                       |
| 31 gennaio 2021               | Willingen              | Germania  | Mühlenkopf HS147           | LH    | Halvor Egner Granerud                                                             | Piotr Żyła                                                              | Markus Eisenbichler                                                               |
| 6 febbraio 2021               | Klingenthal            | Germania  | Vogtland Arena HS140       | LH    | Halvor Egner Granerud                                                             | Kamil Stoch                                                             | Bor Pavlovčič                                                                     |
| 7 febbraio 2021               | Klingenthal            | Germania  | Vogtland Arena HS140       | LH    | Halvor Egner Granerud                                                             | Bor Pavlovčič                                                           | Markus Eisenbichler                                                               |
| 13 febbraio 2021              | Zakopane               | Polonia   | Wielka Krokiew HS140       | LH    | Ryōyū Kobayashi                                                                   | Andrzej Stękała                                                         | Marius Lindvik                                                                    |
| 14 febbraio 2021              | Zakopane               | Polonia   | Wielka Krokiew HS140       | LH    | Halvor Egner Granerud                                                             | Anže Lanišek                                                            | Robert Johansson                                                                  |
| 19 febbraio 2021              | Râșnov                 | Romania   | Valea Cărbunării HS97      | NH    | Ryōyū Kobayashi                                                                   | Kamil Stoch                                                             | Karl Geiger                                                                       |
| 13 marzo 2021                 | Oslo Holmenkollen      | Norvegia  | Holmenkollen HS134         | TL LH | annullata                                                                         | annullata                                                               | annullata                                                                         |
| 14 marzo 2021                 | Oslo Holmenkollen      | Norvegia  | Holmenkollen HS134         | LH    | annullata                                                                         | annullata                                                               | annullata                                                                         |
| 16 marzo 2021                 | Lillehammer            | Norvegia  | Lysgårdsbakken HS140       | LH    | annullata                                                                         | annullata                                                               | annullata                                                                         |
| 18 marzo 2021                 | Trondheim              | Norvegia  | Granåsen HS138             | LH    | annullata                                                                         | annullata                                                               | annullata                                                                         |
| 20 marzo 2021                 | Vikersund              | Norvegia  | Vikersundbakken HS240      | TL FH | annullata                                                                         | annullata                                                               | annullata                                                                         |
| 25 marzo 2021                 | Planica                | Slovenia  | Letalnica HS240            | FH    | Ryōyū Kobayashi                                                                   | Markus Eisenbichler                                                     | Karl Geiger                                                                       |
| 26 marzo 2021                 | Planica                | Slovenia  | Letalnica HS240            | FH    | Karl Geiger                                                                       | Ryōyū Kobayashi                                                         | Bor Pavlovčič                                                                     |
| 28 marzo 2021                 | Planica                | Slovenia  | Letalnica HS240            | TL FH | Germania Pius Paschke Constantin Schmid Markus Eisenbichler Karl Geiger           | Giappone Naoki Nakamura Junshirō Kobayashi Yukiya Satō Ryōyū Kobayashi  | Austria Daniel Huber Markus Schiffner Stefan Kraft Michael Hayböck                |
| 28 marzo 2021                 | Planica                | Slovenia  | Letalnica HS240            | FH    | Karl Geiger                                                                       | Ryōyū Kobayashi                                                         | Markus Eisenbichler                                                               |

Legenda:

NH = trampolino normale

LH = trampolino lungo

FH = volo con gli sci

TL = gara a squadre

### Classifiche

#### Generale

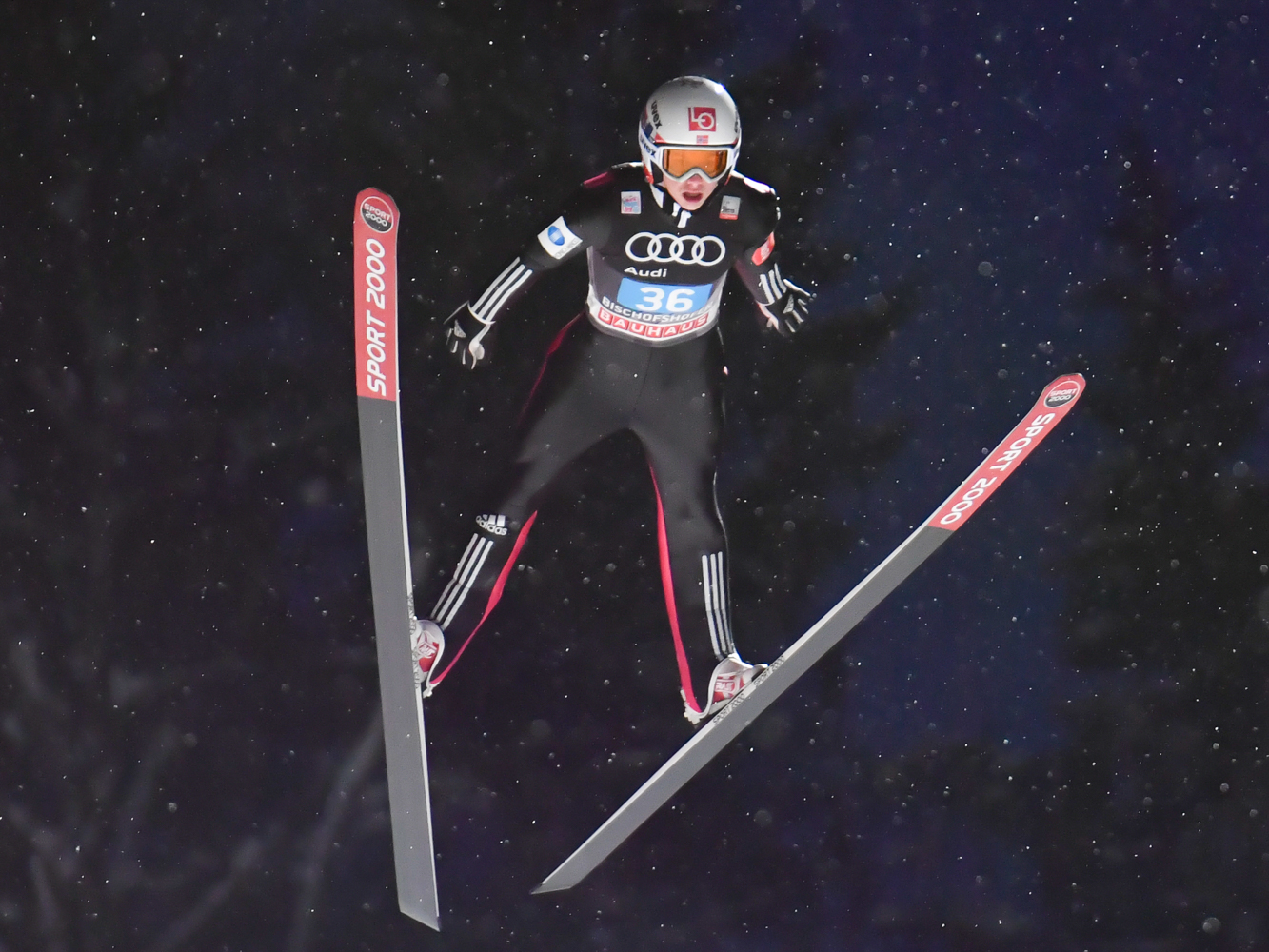
Halvor Egner Granerud in gara a Bischofshofen nel 2017

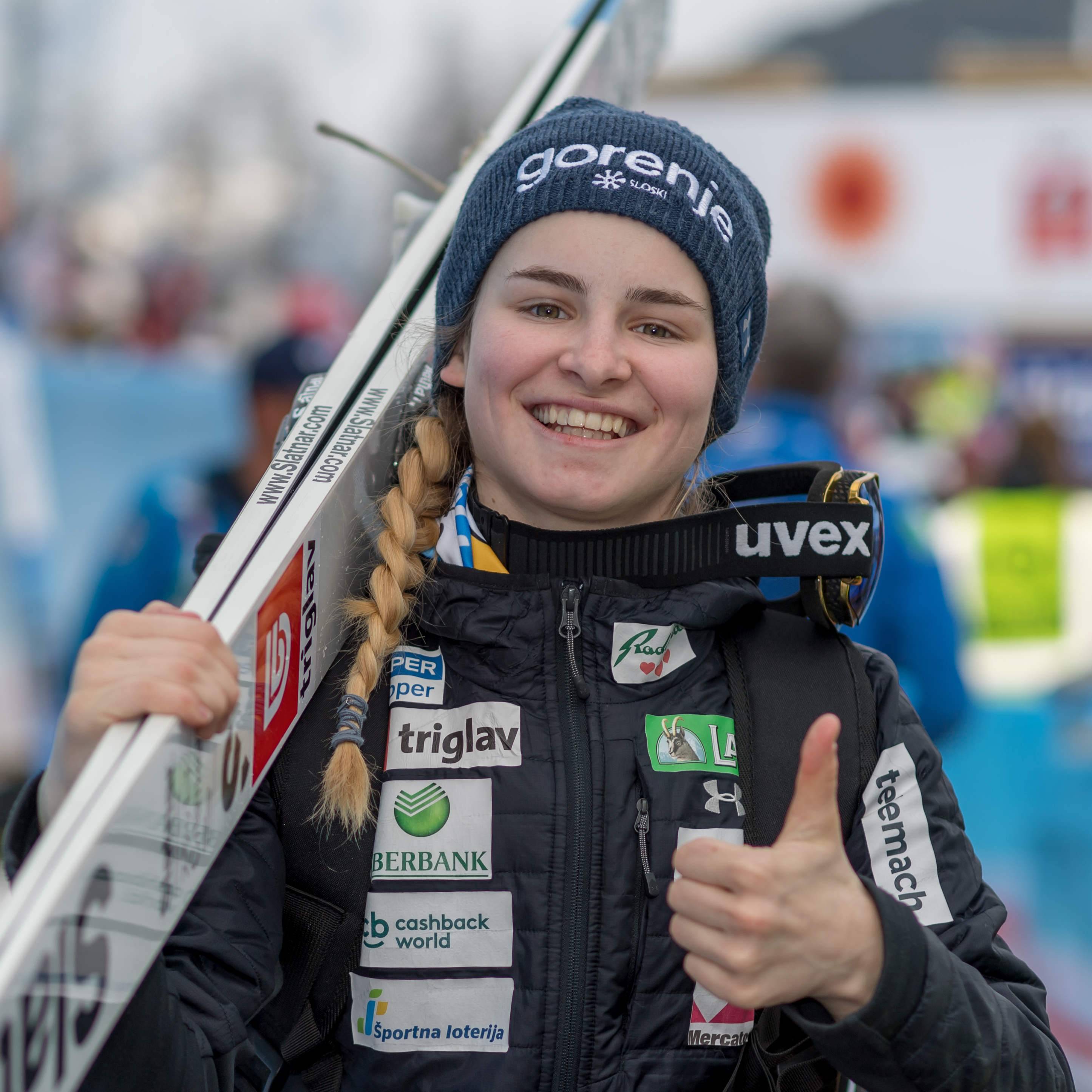
Nika Križnar nel 2019

| Pos. | Nome                  | Nazione  | Punti |
| ---- | --------------------- | -------- | ----- |
| 1    | Halvor Egner Granerud | Norvegia | 1572  |
| 2    | Markus Eisenbichler   | Germania | 1190  |
| 3    | Kamil Stoch           | Polonia  | 955   |
| 4    | Ryōyū Kobayashi       | Giappone | 919   |
| 5    | Robert Johansson      | Norvegia | 884   |
| 6    | Karl Geiger           | Germania | 826   |
| 7    | Piotr Żyła            | Polonia  | 825   |
| 8    | Dawid Kubacki         | Polonia  | 786   |
| 9    | Anže Lanišek          | Slovenia | 775   |
| 10   | Marius Lindvik        | Norvegia | 612   |

#### Torneo dei quattro trampolini
| Pos. | Nome                  | Nazione  | Punti |
| ---- | --------------------- | -------- | ----- |
| 1    | Kamil Stoch           | Polonia  | 1111  |
| 2    | Karl Geiger           | Germania | 1063  |
| 3    | Dawid Kubacki         | Polonia  | 1058  |
| 4    | Halvor Egner Granerud | Norvegia | 1057  |
| 5    | Piotr Żyła            | Polonia  | 1037  |

#### Volo
| Pos. | Nome                | Nazione  | Punti |
| ---- | ------------------- | -------- | ----- |
| 1    | Karl Geiger         | Germania | 260   |
| 2    | Ryōyū Kobayashi     | Giappone | 260   |
| 3    | Markus Eisenbichler | Germania | 172   |
| 4    | Bor Pavlovčič       | Slovenia | 141   |
| 5    | Domen Prevc         | Slovenia | 132   |

#### Nazioni
| Pos. | Nazione   | Punti |
| ---- | --------- | ----- |
| 1    | Norvegia  | 5429  |
| 2    | Polonia   | 4738  |
| 3    | Germania  | 4361  |
| 4    | Austria   | 3522  |
| 5    | Slovenia  | 3235  |
| 6    | Giappone  | 3111  |
| 7    | Russia    | 591   |
| 8    | Svizzera  | 508   |
| 9    | Finlandia | 340   |
| 10   | Canada    | 116   |

## Donne

### Risultati
| Data             | Località            | Nazione  | Trampolino                  | Spec. | Prima                                                       | Seconda                                                                     | Terza                                                           |
| ---------------- | ------------------- | -------- | --------------------------- | ----- | ----------------------------------------------------------- | --------------------------------------------------------------------------- | --------------------------------------------------------------- |
| 18 dicembre 2020 | Ramsau am Dachstein | Austria  | W90-Mattensprunganlage HS98 | NH    | Marita Kramer                                               | Nika Križnar                                                                | Sara Takanashi                                                  |
| 9 gennaio 2021   | Sapporo             | Giappone | Ōkurayama HS134             | LH    | annullata                                                   | annullata                                                                   | annullata                                                       |
| 10 gennaio 2021  | Sapporo             | Giappone | Ōkurayama HS134             | LH    | annullata                                                   | annullata                                                                   | annullata                                                       |
| 15 gennaio 2021  | Zaō                 | Giappone | Yamagata HS102              | NH    | annullata                                                   | annullata                                                                   | annullata                                                       |
| 16 gennaio 2021  | Zaō                 | Giappone | Yamagata HS102              | TL NH | annullata                                                   | annullata                                                                   | annullata                                                       |
| 17 gennaio 2021  | Zaō                 | Giappone | Yamagata HS102              | NH    | annullata                                                   | annullata                                                                   | annullata                                                       |
| 23 gennaio 2021  | Ljubno              | Slovenia | Logarska dolina HS94        | TL NH | Slovenia Ema Klinec Špela Rogelj Urša Bogataj Nika Križnar  | Norvegia Eirin Maria Kvandal Thea Minyan Bjørseth Silje Opseth Maren Lundby | Austria Daniela Iraschko Lisa Eder Chiara Hölzl Marita Kramer   |
| 24 gennaio 2021  | Ljubno              | Slovenia | Logarska dolina HS94        | NH    | Eirin Maria Kvandal                                         | Ema Klinec                                                                  | Marita Kramer                                                   |
| 30 gennaio 2021  | Titisee-Neustadt    | Germania | Hochfirst HS142             | LH    | Marita Kramer                                               | Silje Opseth                                                                | Ema Klinec                                                      |
| 31 gennaio 2021  | Titisee-Neustadt    | Germania | Hochfirst HS142             | LH    | Marita Kramer                                               | Sara Takanashi                                                              | Silje Opseth                                                    |
| 5 febbraio 2021  | Hinzenbach          | Austria  | Aigner HS90                 | NH    | Nika Križnar                                                | Ema Klinec                                                                  | Eirin Maria Kvandal                                             |
| 6 febbraio 2021  | Hinzenbach          | Austria  | Aigner HS90                 | NH    | Sara Takanashi                                              | Nika Križnar                                                                | Silje Opseth                                                    |
| 7 febbraio 2021  | Hinzenbach          | Austria  | Aigner HS90                 | NH    | Sara Takanashi                                              | Nika Križnar                                                                | Silje Opseth                                                    |
| 13 febbraio 2021 | Pechino Zhangjiakou | Cina     | Snow Ruyi HS106             | NH    | annullata                                                   | annullata                                                                   | annullata                                                       |
| 14 febbraio 2021 | Pechino Zhangjiakou | Cina     | Snow Ruyi HS106             | NH    | annullata                                                   | annullata                                                                   | annullata                                                       |
| 13 febbraio 2021 | Lillehammer         | Norvegia | Lysgårdsbakken HS98         | NH    | annullata                                                   | annullata                                                                   | annullata                                                       |
| 14 febbraio 2021 | Lillehammer         | Norvegia | Lysgårdsbakken HS140        | LH    | annullata                                                   | annullata                                                                   | annullata                                                       |
| 18 febbraio 2021 | Râșnov              | Romania  | Valea Cărbunării HS97       | NH    | Nika Križnar                                                | Sara Takanashi                                                              | Silje Opseth                                                    |
| 19 febbraio 2021 | Râșnov              | Romania  | Valea Cărbunării HS97       | NH    | Sara Takanashi                                              | Silje Opseth                                                                | Nika Križnar                                                    |
| 14 marzo 2021    | Oslo Holmenkollen   | Norvegia | Holmenkollen HS134          | LH    | annullata                                                   | annullata                                                                   | annullata                                                       |
| 16 marzo 2021    | Lillehammer         | Norvegia | Lysgårdsbakken HS140        | LH    | annullata                                                   | annullata                                                                   | annullata                                                       |
| 18 marzo 2021    | Trondheim           | Norvegia | Granåsen HS138              | LH    | annullata                                                   | annullata                                                                   | annullata                                                       |
| 20 marzo 2021    | Nižnij Tagil        | Russia   | Aist HS97                   | NH    | Marita Kramer                                               | Sara Takanashi                                                              | Nika Križnar                                                    |
| 21 marzo 2021    | Nižnij Tagil        | Russia   | Aist HS97                   | NH    | Marita Kramer                                               | Nika Križnar                                                                | Sara Takanashi                                                  |
| 26 marzo 2021    | Čajkovskij          | Russia   | Snežinka HS102              | NH    | Marita Kramer                                               | Sara Takanashi                                                              | Nika Križnar                                                    |
| 28 marzo 2021    | Čajkovskij          | Russia   | Snežinka HS102              | TL NH | Daniela Iraschko Sophie Sorschag Chiara Hölzl Marita Kramer | Špela Rogelj Katra Komar Urša Bogataj Nika Križnar                          | Katharina Althaus Juliane Seyfarth Luisa Görlich Anna Rupprecht |
| 28 marzo 2021    | Čajkovskij          | Russia   | Snežinka HS140              | LH    | Marita Kramer                                               | Silje Opseth                                                                | Nika Križnar                                                    |

Legenda:

NH = trampolino normale

LH = trampolino lungo

TL = gara a squadre

### Classifiche

#### Generale
| Pos. | Nome              | Nazione  | Punti |
| ---- | ----------------- | -------- | ----- |
| 1    | Nika Križnar      | Slovenia | 871   |
| 2    | Sara Takanashi    | Giappone | 862   |
| 3    | Marita Kramer     | Austria  | 860   |
| 4    | Silje Opseth      | Norvegia | 692   |
| 5    | Daniela Iraschko  | Austria  | 516   |
| 6    | Ema Klinec        | Slovenia | 492   |
| 7    | Irina Avvakumova  | Russia   | 349   |
| 8    | Maren Lundby      | Norvegia | 338   |
| 9    | Katharina Althaus | Germania | 316   |
| 10   | Chiara Hölzl      | Austria  | 308   |

#### Nazioni
| Pos. | Nazione   | Punti |
| ---- | --------- | ----- |
| 1    | Austria   | 3053  |
| 2    | Slovenia  | 2833  |
| 3    | Norvegia  | 2480  |
| 4    | Giappone  | 2050  |
| 5    | Germania  | 1408  |
| 6    | Russia    | 948   |
| 7    | Francia   | 448   |
| 8    | Rep. Ceca | 181   |
| 9    | Italia    | 156   |
| 10   | Polonia   | 110   |

## Misto

### Risultati
| Data             | Località | Nazione | Trampolino            | Spec. | Prima                                                                       | Seconda                                                | Terza                                                                   |
| ---------------- | -------- | ------- | --------------------- | ----- | --------------------------------------------------------------------------- | ------------------------------------------------------ | ----------------------------------------------------------------------- |
| 20 febbraio 2021 | Râșnov   | Romania | Valea Cărbunării HS97 | NH    | Norvegia Maren Lundby Daniel-André Tande Silje Opseth Halvor Egner Granerud | Slovenia Nika Križnar Cene Prevc Ema Klinec Žiga Jelar | Austria Eva Pinkelnig Daniel Tschofenig Daniela Iraschko Manuel Fettner |

Legenda:

NH = trampolino normale

TL = gara a squadre